# Imantocera plumosa
Imantocera plumosa är en skalbaggsart som först beskrevs av Guillaume-Antoine Olivier 1792.
Imantocera plumosa ingår i släktet Imantocera och familjen långhorningar. Inga underarter finns listade i Catalogue of Life.